# De' ä' grabben med chokla' i
"De' ä' grabben med chokla' i" är en sång med melodi av Helge Lindberg och text av Gösta Stevens. Den framfördes 1927 av Ernst Rolf i Rolfrevyn.
När svenske boxaren Harry Persson vann över amerikanen Bud Gorman (matchen hölls 18 september 1927 i Stockholm), var Ernst Rolf och Helge  Lindberg åskådare. Helge yttrade "han är i alla fall grabben med choklad i" om svensken. Ernst Rolf tände direkt. "Det här är namnet på en melodi!"
Han skickade hem Helge med en helflaska. Nästa morgon låg musiken klar till en kuplett med denna refräng från Helge Lindberg (musik) och Gösta Stevens (text). En norskspråkig textversion Han ær kniven, skal jeg si dig skrevs av Otto Carlmar.